# ǃHãunu
ǃHãunu, anteriormente conhecido como S/2011 (2005 EF298) 1, é o objeto secundário do corpo celeste denominado de 469705 ǂKá̦gára. Ele é um objeto transnetuniano que tem cerca de 106 km de diâmetro e orbita o corpo primário a uma distância de 3 300 ± 60 km.

## Descoberta
ǃHãunu 1 foi descoberto no dia 21 de janeiro de 2009 através do Telescópio Espacial Hubble e sua descoberta foi anunciada em 2011.